# み -GLUTAMINE BEST-
『み -GLUTAMINE BEST-』（み -グルタミン・ベスト-）は、ぐるたみんのベスト・アルバム。2015年2月18日、EXIT TUNESより発売。

## 概要
本作以前にぐるたみんが発売したすべてのCDから選曲されたアルバム。ボカロ曲とオリジナル曲がバランスよく選ばれ、両者が交互に並ぶ形となっている。ただし、15曲目（通常盤の最後）をオリジナル曲の「TIME UP」にする都合上、13曲目と14曲目はボカロ曲が続いている。また、一部の曲は取り直しが行われている。
ジャケットイラストは、5月病マリオがぐるたみんのCDに提供してきたイラストをコラージュしたものとなっている。ぐるたみんによると「マリオさんのベスト」とのこと。
初回限定盤（QWCE-00433）と通常盤（QWCE-00434）の2形態で発売され、ジャケットの色や特典が異なるほか、初回盤のみ初CD化の2曲がボーナス・トラックとして収録されている。

## 収録曲
特記のないものは編曲のクレジットなし。
| #   | タイトル                               | 作詞               | 作曲       |
| --- | -------------------------------------- | ------------------ | ---------- |
| 1.  | 「千本桜」                             | 黒うさP            | 黒うさP    |
| 2.  | 「G戦上ノーセンキュー」                | digipool           | digipool   |
| 3.  | 「脳漿炸裂ガール」                     | れるりり           | れるりり   |
| 4.  | 「狂熱のBang!」                        | みきとP            | みきとP    |
| 5.  | 「ショットガン・ラヴァーズ」           | のぼる↑            | のぼる↑    |
| 6.  | 「絶対Proclamation!!」(編曲：大西克己) | ぐるたみん         | ぐるたみん |
| 7.  | 「いーあーるふぁんくらぶ」             | みきとP            | みきとP    |
| 8.  | 「センセーション・シグナル」           | ぐるたみん、ゆうゆ | ゆうゆ     |
| 9.  | 「深海少女」                           | ゆうゆ             | ゆうゆ     |
| 10. | 「ファンタジースター」                 | Last Note.         | Last Note. |
| 11. | 「バビロン」                           | トーマ             | トーマ     |
| 12. | 「ローリング・サバイバー」             | ゆうゆ             | ゆうゆ     |
| 13. | 「天樂」                               | ゆうゆ             | ゆうゆ     |
| 14. | 「天ノ弱」                             | 164                | 164        |
| 15. | 「TIME UP」                            | ぐるたみん         | ぐるたみん |

| #   | タイトル             | 作詞       | 作曲       |
| --- | -------------------- | ---------- | ---------- |
| 16. | 「ダブルラリアット」 | アゴアニキ | アゴアニキ |
| 17. | 「Adventurer」       | KEI        | KEI        |